# Aubérive
Aubérive  là một xã thuộc tỉnh Marne trong vùng Grand Est đông nam nước Pháp. Xã nằm ở khu vực có độ cao trung bình 113 mét trên mực nước biển.
Sông Suippe chảy qua thị trấn.